# Paracyatholaimus arcticus
Paracyatholaimus arcticus är en rundmaskart som beskrevs av Hans August Kreis 1963. Paracyatholaimus arcticus ingår i släktet Paracyatholaimus och familjen Cyatholaimidae. Inga underarter finns listade i Catalogue of Life.